# Simerky
Simerky, ukrajinsky Сімерки, maďarsky Újszemere, jsou obec v Perečínské městské komunitě, v okresu Užhorod, v Zakarpatské oblasti na západní Ukrajině. V  roce 2025 zde žilo 956 obyvatel.